# Fabreville
Fabreville est un quartier du nord-ouest de la ville de Laval, au Québec.

## Toponymie
Il est nommé en l'honneur de Mgr Édouard-Charles Fabre. Le nom de ce secteur a été officialisé le 5 décembre 1968.

## Géographie
Fabreville est délimité par la rivière des Mille Îles au nord-ouest, Sainte-Rose au nord-est, Chomedey au sud-est, Sainte-Dorothée  au sud et Laval-Ouest au sud-ouest. La municipalité de la Partie ouest de la paroisse de Sainte-Rose adopte le nom de ville de Fabreville en 1957. En 1960, Fabreville perd une partie de son territoire au profit de la ville de Sainte-Rose. Cette dernière absorbe une zone se trouvant à l’ouest de l’autoroute des Laurentides, considérée comme sa nouvelle frontière naturelle.
Parmi les attraits du quartier, notons quelques espaces verts situés en bordure de la rivière des Mille-Iles et le boisé de la Source, une forêt de 50 hectares, située à l'intérieur du quartier, où on peut pratiquer la marche, la raquette et le ski de fond l'hiver.

## Population
Deuxième quartier en importance pour le nombre d'habitants, ce quartier est plus peuplé que plusieurs villes considérées grandes pour le Québec. On comptait 45 919 habitants en 2011. La population de Fabreville est surtout francophone. Mais 2 écoles anglophones résident sur son territoire.
Des personnes connus y sont nées, mentionnons Carl Carmoni (Légende du mini-putt,.), Patrick Lagacé, Gilbert Lalonde et Philippe Bond.

## Éducation
La Commission scolaire de Laval administre les écoles francophones:
- École secondaire Poly-Jeunesse (secondaire 1-2)[7]
- École primaire Cœur-Soleil[8]
- École primaire Des Cèdres[9]
- École primaire L’Orée-des-Bois[10]
- École primaire La Source[11]
- École primaire Le Petit-Prince[12]
- École primaire Marc-Aurèle-Fortin[13]
- École primaire Pépin[14]

La Commission scolaire Sir Wilfrid Laurier administre les écoles anglophones:
- École primaire Our Lady of Peace[15]
- École primaire Twin Oaks[16]

L'Académie Junior Laval et l'Académie Senior Laval (en) constituent les deux écoles secondaires publiques anglophones de Laval en entier, elles sont situées à Chomedey.
École secondaire privée:
- Collège Citoyen[17]

## Bibliothèque
Une bibliothèque municipale se trouve dans le quartier: la bibliothèque Gabrielle-Roy.